# Platja de Palma
|  | Aquest article tracta sobre el districte de Palma. Si cerqueu la platja, vegeu «platja de s'Arenal». |

El districte de la Platja de Palma és una de les cinc zones administratives en què s'ha dividit el terme municipal de Palma i està format pels barris següents:

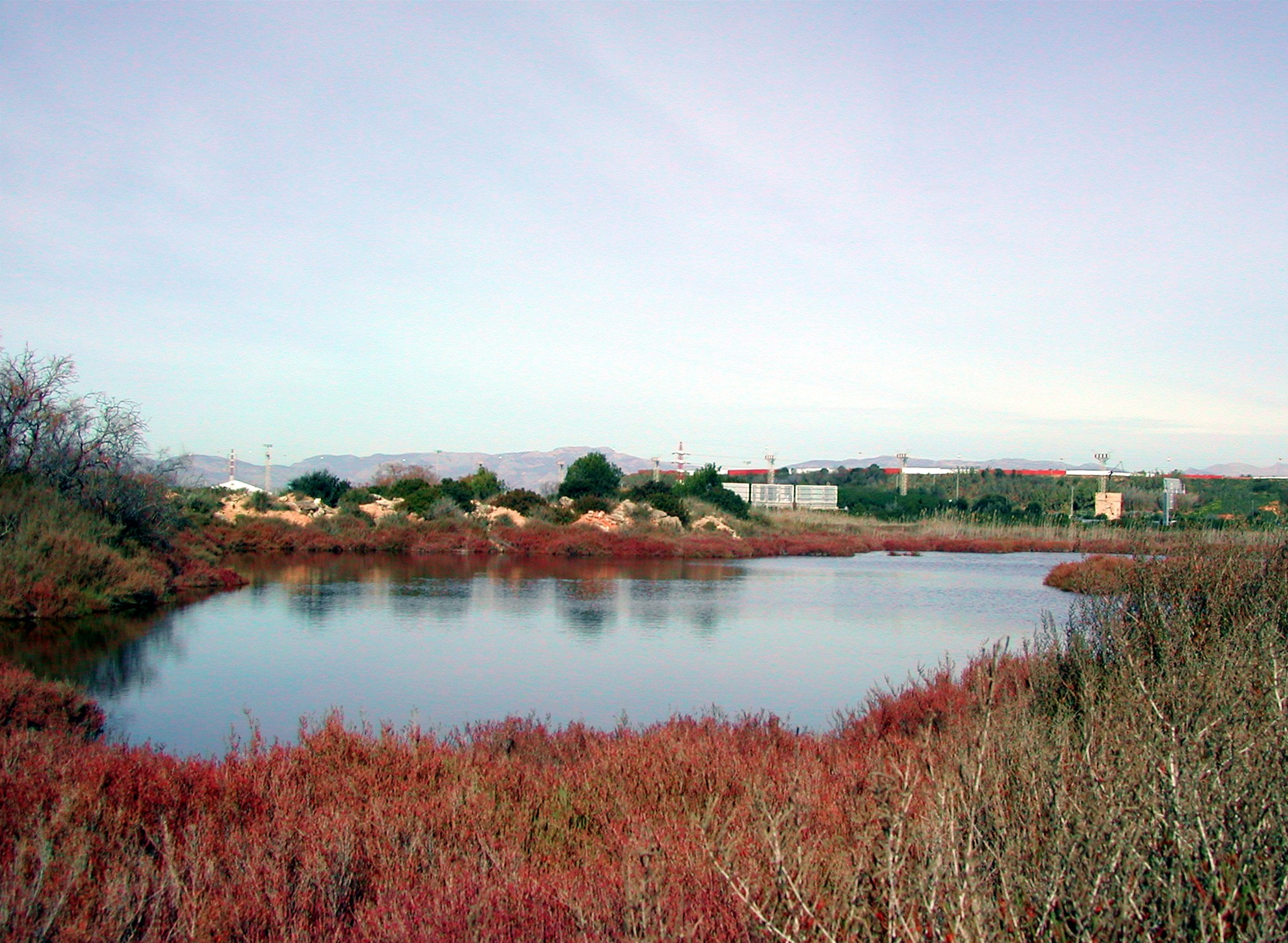
Aiguamoll de Ses Fontanelles

- S'Arenal
- Can Pastilla
- Can Pere Antoni
- El Coll d'en Rabassa
- Les Meravelles
- El Molinar